# Rescue Me (televisieserie)
Rescue Me is een Amerikaanse dramaserie die op de Amerikaanse tv werd uitgezonden van 2004 tot 2011.

## Rolverdeling
| Acteur            | Personage          |
| ----------------- | ------------------ |
| Denis Leary       | Tommy Gavin        |
| Mike Lombardi     | Mike Silletti      |
| Jack McGee        | Chief Jerry Reilly |
| Steven Pasquale   | Sean Garrity       |
| Andrea Roth       | Janet Gavin        |
| Daniel Sunjata    | Franco Rivera      |
| John Scurti       | Kenny Shea         |
| James McCaffrey   | Jimmy Keefe        |
| Callie Thorne     | Shiela Keefe       |
| Natalie Distler   | Colleen Gavin      |
| Trevor Heins      | Connor Gavin       |
| Diane Farr        | Laura Miles        |
| Dean Winters      | Johnny Gavin       |
| Charles Durning   | Tommy's Dad        |
| Olivia Crocicchia | Katy Gavin         |
| Lenny Clarke      | Uncle Teddy        |